# Jakub (Kostiuczuk)
Jakub (světským jménem: Jakub Kostiuczuk; * 22. října 1966, Narew) je polský duchovní Polské pravoslavné církve a arcibiskup bělostocký a gdaňský.

## Život
Narodil se 22. října 1966 ve vesnici Narew Podleského vojvodství.
Studoval na elektrotechnické škole a pracoval jako elektrikář. Roku 1987 vstoupil do Supraślského monastýru, kde byl 19. srpna biskupem lodžským Sawou (Hrycuniakem) rukopoložen na diákona. Studoval na Moskevské duchovní akademii, kde získal titul magistra teologie.
Dne 10. srpna 1989 byl rukopoložen na jereje. Dne 17. prosince 1993 přijal mnišský postřih se jménem Jakub na počest svatého Jakuba Spravedlivého. Roku 1994 byl povýšen na igumena a následujícího roku působil na Křesťanské teologické akademii ve Varšavě. Byl duchovním Bratrstva pravoslavné mládeže.
Dne 11. května 1998 byl rukopoložen na biskupa supraślského a vikáře bělostocké eparchie a 30. března 1999 byl ustanoven biskupem bělostockým a gdaňským.
Dne 16. června 2008 byl metropolitou varšavským a celého Polska Sávou povýšen na arcibiskupa.